# William Parish Robertson
William Parish Robertson (Edimburgo, Escocia, 1794 - Londres, circa 1850) fue un comerciante británico que tuvo una destacada actuación diplomática en las Provincias Unidas del Río de la Plata a principios de su independencia. Dejó varios escritos que resultan valiosos testimonios para el estudio de la historia política y social de la naciente Argentina, desde el punto de vista británico.

## Biografía
Originario de una familia de comerciantes, era primo de Woodbine Parish, que fue embajador británico en Buenos Aires. Su hermano John Parish Robertson participó en las Invasiones Inglesas, y algún tiempo después se estableció como comerciante en la capital del Virreinato del Río de la Plata.
La Revolución de Mayo abrió nuevas perspectivas a los comerciantes británicos en el Río de la Plata, de modo que William se trasladó a esa región, invitado por su hermano, en 1811.
Apoyó la formación de la Logia de Lautaro y se hizo amigo del coronel José de San Martín. Como testigo casual presenció el Combate de San Lorenzo. Diversos historiadores ponen en duda que su presencia en el lugar fuera casualidad, y ven el hecho como prueba de que San Martín recibía órdenes del gobierno inglés, y que Parish controlaba la lealtad del coronel a sus superiores en la Logia. No obstante, Parish declaró que estaba en viaje al Paraguay.
Se estableció en Asunción del Paraguay, como socio de su hermano que permaneció en Buenos Aires. El progresivo aislamiento impuesto al Paraguay por el dictador Gaspar Rodríguez de Francia lo obligaría más tarde a abandonar el país, instalándose en Corrientes, donde se asoció con el curtidor, marino y posteriormente caudillo federal Pedro Campbell. En 1817, su hermano John regresó a Londres, de modo que William se estableció en Buenos Aires.
Los desórdenes de 1820 lo incitaron a regresar a Gran Bretaña. Pocos años más tarde, ambos hermanos regresaron a Sudamérica: John se instaló en Santiago de Chile – asociado al general Miller – y William en Buenos Aires. Fue uno de los protagonistas del cambio ocurrido en el comercio porteño durante la década de 1820, cuando los comerciantes británicos desplazaron completamente a los porteños, que transfirieron sus capitales a la ganadería. Formó parte del Banco de Descuentos y del directorio del Banco Nacional y gestor del empréstito con la Banca Baring, los mayores negociados de la época de Bernardino Rivadavia. Desde el Banco, los comerciantes británicos controlaron la economía de Buenos Aires, obligándola a dar por terminada la Guerra del Brasil y otorgar la independencia a la Banda Oriental.
Parish intentó instalar una serie de colonias extranjeras en la Provincia de Buenos Aires, especialmente la colonia escocesa en Monte Grande. Pero la guerra civil estallada en diciembre de  1829 hizo fracasar esta colonia y todos sus negocios. Se había casado en Buenos Aires, de modo que continuó por varios años intentando sostener buenas relaciones con los estancieros y dirigentes federales porteños. En 1833 presenció el estallido de violencia suscitado a raíz de la Revolución de los Restauradores, que lo convenció de regresar a Londres junto con su hermano.
Desde el momento de la instalación de William en Asunción, los hermanos Parish Robertson comenzaron a intercambiar una nutrida correspondencia, en que comentaban informaciones personales, comerciales, políticas y de sociedad. Las cartas fueron más tarde reunidas como "Cartas de Sud América", y publicada en varias ocasiones como importante fuente documental.
En sus últimos años, los Parish se dedicaron a negocios menores en su país natal; en el ínterin, se dedicaron cuidadosamente a la compilación y publicación de sus "Letters on South America" en tres volúmenes.